# Дьяченко, Василий Петрович
Василий Петрович Дьяченко (1902, Кустанай — 1971, Москва) — советский экономист и преподаватель.
Член КПСС с 1922 года. Доктор экономических наук (1943), профессор (1943). Член-корреспондент АН СССР (23.10.1953).

## Биография
Родился 10 августа (23 августа по новому стилю) 1902 года.
Окончил экономический факультет Ленинградского политехнического института им. М. И. Калинина (1929), экономист-финансист.
До 1947 года работал в Министерстве финансов СССР, одновременно вёл преподавательскую деятельность в Московском финансовом институте, Ленинградском финансово-экономическом институте, Всесоюзном финансово-экономическом институте.
Руководитель группы денежного обращения НКФ СССР в период подготовки и проведения денежной реформы 1947 года.
В 1946—1960 годах заведующий кафедрой финансов в Государственном экономическом институте им. Г. В. Плеханова.
В 1947—1953 годах заместитель директора, в 1953—1956 годах директор Института экономики АН СССР.
С 1962 заведующий отделом ценообразования в Институте экономики АН СССР, а также председатель Научного совета по проблемам ценообразования АН СССР.
Умер 23 марта 1971 года.
Награждён тремя орденами, а также медалями.

## Публикации
- Общее учение о советских финансах: Финансы и социалистическое воспроизводство. 2-е изд. — М., 1946
- Советские финансы в первой фазе развитого социалистического государства. Ч. I. 1917—1925. — М.: Госфиниздат, 1947. — 476 с.
- Проблемы планового ценообразования. — М.: Наука, 1974. — 488 с.
- Товарно-денежные отношения и финансы при социализме. / [Вступ. статья д. э. н. Д. А. Аллахвердяна]. — М. : Наука, 1974. — 495 с.
- История финансов СССР (1917—1950 гг.) — М.: Наука, 1978. — 493 с.